# N-Gage (service)
N-Gage, en plus d'être une console de jeu (N-Gage), est également le nom de la plate-forme de jeux pour téléphones portables N-Series de Nokia, lancée en novembre 2008.

Logo de Nokia

## Description
Parfois désigné sous le nom de "N-Gage Next Gen", N-Gage est une application permettant d'acheter des jeux spécialement conçus pour les téléphones compatibles. Les principales caractéristiques de la plate-forme N-Gage sont : la possibilité de tester les jeux avant de les acheter (via des versions de démonstration), un aspect communautaire via les commentaires des utilisateurs et des classements en ligne.

## Fermeture
Le 31 octobre 2009 Nokia annonce son intention de stopper le support de la plate-forme N-Gage de seconde génération et ne sortira plus de jeux à partir de cette date.

## Téléphones compatibles
La téléphones compatibles N-Gage sont principalement les téléphones "N-Series" de Nokia, mais quelques autres modèles sont également compatibles. La liste complète des téléphones compatibles est : Nokia N97, Nokia N86 8MP, Nokia E52, Nokia E55, E75, 5320 XpressMusic, Nokia 5630, 5730 XpressMusic, 6210 Navigator, 6720 Classic, Nokia N78, Nokia N79, N81, Nokia N81 8GB, Nokia N82, Nokia N85, N95, N95 8GB, Nokia N96.